# غزلان (ممثلة كويتية)
غزلان (22 يونيو 1992 -)، ممثلة كويتية. دخلت المجال الفني في عام 2010 في مسلسل ساهر الليل ، وما زالت مستمرة في التمثيل.

## أعمالها

### في التلفزيون
| سنه الإنتاج | اسم المسلسل                      | بمشاركة                                                                                           |
| ----------- | -------------------------------- | ------------------------------------------------------------------------------------------------- |
| 2010        | ساهر الليل                       | جاسم النبهان، حسين المنصور، باسمة حمادة، فاطمة الحوسني، محمود بوشهري، هيا عبد السلام، صمود        |
| 2010        | شر النفوس 3                      | مريم الصالح، نايف الراشد، انتصار الشراح، شيماء علي، هند البلوشي                                   |
| 2011        | لهفة الخاطر                      | إبراهيم الصلال، صلاح الملا، فاطمة الحوسني، عبد الله التركماني، هبة الدري، هيا عبد السلام          |
| 2011        | الدخيلة                          | هدى حسين، أسمهان توفيق، فاطمة الحوسني، خالد أمين، هند البلوشي                                     |
| 2011        | زينة الحياة                      | جاسم النبهان، عبد الرحمن العقل، حسين المنصور، زهرة الخرجي، باسمة حمادة، لطيفة المجرن              |
| 2012        | بين الماضي والحب                 | جاسم النبهان، شهد الياسين، عبد الإمام عبد الله، حمد العماني، إبراهيم الحربي، ملاك                 |
| 2012        | عشرة عمر                         | صلاح الملا، هدى الخطيب، إلهام الفضالة، عبير أحمد، مشاري البلام                                    |
| 2012        | شارع 90                          | أسمهان توفيق، باسمة حمادة، جاسم النبهان، زهرة الخرجي، خالد البريكي، مرام                          |
| 2012        | أنت عمري                         | باسمة حمادة، عبد العزيز المسلم، حسين المنصور، مشاري البلام، يعقوب عبد الله، هبة الدري، زينة كرم   |
| 2013        | توالي الليل                      | سعد الفرج، أسمهان توفيق، نور، صمود، إبراهيم الحساوي، حمد العماني، عبير الجندي                     |
| 2013        | بركان ناعم                       | عبد الرحمن العقل، محمد المنصور، إلهام الفضالة، لطيفة المجرن، هيا عبد السلام، فاطمة الحوسني        |
| 2013        | عطر الجنة                        | إبراهيم الحساوي، زهرة عرفات، شفيقة يوسف، هيا عبد السلام، عبد الله بوشهري، محمود بوشهري، مريم حسين |
| 2015        | عندما يزهر الخريف - الجزء الثاني | صلاح الملا، محمد الحجي، صمود الكندري، باسمة حمادة، منى شداد                                       |

## روابط خارجية
- غزلان على موقع قاعدة بيانات الأفلام العربية